# Thailandoniscus annae
Thailandoniscus annae là một loài chân đều trong họ Styloniscidae. Loài này được Dalens miêu tả khoa học năm 1989.